# Gijsbert Verhoek
Gijsbert Verhoek (Bodegraven, 1644 – Amsterdam, begraven 10 februari 1690) was een Noord-Nederlandse kunst- en decoratieschilder.
Hij was de zoon van Jacob Verhoek en de jongere broer van glasschilder Pieter Verhoek. Op 2 november 1674 trouwde hij in Amsterdam met Marritje Jans van Indewater, met wie hij een zoon kreeg, Jan, die later ook schilder werd.
Op advies van zijn broer vestigde Verhoek zich in 1674 in Amsterdam, waar hij het schilderen van marmerimitaties leerde, naar het voorbeeld van de succesvolle broers Van Nerven. Hij legde zich hier zijn hele leven op toe. Verhoek werd opgeleid door Adam Pijnacker en door zijn broer Pieter, en zijn werk werd sterk beïnvloed door Louis Rouhier, bekend als de Bourgondiër, en probeerde deze volledig na te volgen. Hij volgde de stijl van Jacques Courtois, die bekendstond om zijn militaire taferelen.
Ondanks zijn talent werd zijn werk bemoeilijkt door jicht. Hij woonde aan de Nieuwe Vijzelstraat in Amsterdam.
- Biografisch Portaal: 62107280
- RKD-Nederlands Instituut voor Kunstgeschiedenis: 80347
- Union List of Artist Names: 500062706
- Virtual International Authority File: 96107827